# 'Til the Band Comes In
Albums de Scott Walker
Scott 4
(1969) Any Day Now
(1970)
'Til the Band Comes In est le cinquième album studio de Scott Walker, sorti en 1970.

## Titres
1. Prologue
2. Little Things [That Keep Us Together]
3. Joe
4. Thanks For Chicago Mr. James
5. Long About Now (chanté par Esther Ofarim)
6. Time Operator
7. Jean The Machine
8. Cowbells Shakin
9. 'Til the Band Comes In
10. The War Is Over [Epilogue]
11. Stormy
12. Hills Of Yesterday (Henry Mancini)
13. Reuben James
14. What Are You Doing The Rest Of Your Life ? (Michel Legrand)
15. It's Over